# Jordan Akins
Jordan Akins (Locust Grove, 19 aprile 1992) è un giocatore di football americano statunitense che milita nel ruolo di tight end per i Cleveland Browns della National Football League (NFL).

## Carriera

### Houston Texans
Al college Akins giocò a football alla University of Central Florida dal 2014 al 2017. Fu scelto nel corso del terzo giro (98º assoluto) del Draft NFL 2018 dagli Houston Texans. Akins was the fifth tight end drafted in 2018. Il 10 maggio 2018 firmò un contratto quadriennale del valore di 3,2 milioni di dollari. Debuttò come professionista nel primo turno contro i New England Patriots ricevendo 2 passaggi per 11 yard dal quarterback Deshaun Watson. La sua stagione da rookie si chiuse con 17 ricezioni per 225 yard, disputando tutte le 16 partite.